# 百濟武王
武王 （？—641年，600年—641年在位），又稱虎王、武康王或武廣王。姓扶餘，諱璋（又作武康、獻丙），乳名薯童。是百濟第三十代王。
《三國史記》記載，武王為法王之子，法王死後即位。《三國遺事》則記載，武王為寡母與京師南池之池龍交通而生。
武王在位期間事蹟包括：於634年完成建於今益山市地區的彌勒寺 （又云王興寺）。602年至627年間多次遣僧侶觀勒攜佛經及天文地理曆書方術等典籍至日本貢獻。此外，據說武王亦曾在630年時重修首都泗沘王宮。
根據近代考古發現，武王在位期間可能將國都由泗泚城遷移至今之益山市。
武王最初與新羅和高句麗多興戰事，而後與高句麗議和，轉而常與新羅征戰，阻止新羅擴張，掠奪多座新羅城池。武王的外交政策，早期主要周旋於高句麗和中國隋朝之間，藉兩方相互征戰來謀求百濟的利益。在隋朝覆亡後，努力與新建立的唐朝保持親善關係，唐高祖曾冊封武王為帶方郡王百濟王。然而唐朝與新羅反較親密。內政方面，則強化王權，大舉興建許多大型建築設施，例如宮殿、寺廟、城牆及軍事設施。一般認為，武王執政後半期大興土木以及與新羅長年征戰等舉措，是造成百濟國力衰退，在武王死後二十年即為新羅所覆滅的原因之一。
武王於641年逝世，唐太宗追贈光祿大夫。